# Helen Slater
Helen Rachel Slater (Massapequa, 15 de dezembro de 1963) é uma atriz, compositora e cantora estadunidense.
Seu primeiro trabalho foi o papel-título do filme Supergirl, de 1984. Nos anos seguintes teve papéis de destaque em diversas comédias dramáticas bem-sucedidas, como Ruthless People, The Secret of My Success (br: O Segredo do meu Sucesso) e City Slickers (br: Amigos, Sempre Amigos), e desde então esteve regularmente empregada tanto como atriz de cinema quanto de televisão e teatro, incluindo uma aparição como convidada na série Smallville.
Na década de 2000 gravou dois álbuns, nos quais canta suas próprias composições e toca piano.
Apesar do mesmo sobrenome, Helen não tem qualquer parentesco com o ator Christian Slater, com quem atuou no filme The Legend of Billie Jean (br: A Lenda de Billie Jean), de 1985.

## Carreira

### Cinema
- Supergirl (1984)
- The Legend of Billie Jean (1985)
- Ruthless People (1986)
- The Secret of My Success (1987)
- Sticky Fingers (1988)
- Happy Together (1989)
- City Slickers (1991)
- 12:01 (1993)
- A House In The Hills (1993)
- Lassie (1994)
- Heavenzapoppin! (1996)
- Seeing Other People (2004)

### Televisão
- Amy and the Angel (1983, especial da ABC de Afterschool)
- Capital News (1990, ABC piloto e show)
- The Great Air Race (1990, minissérie australiana)
- 12:01 (1993, Fox)
- Chantilly Lace (1993, Showtime)
- The Steal (1994, British)
- Parallel Lives (1994, Showtime)
- No Way Back (1996, Home Box Office)
- The Long Way Home (1997, documentário da PBS, voz)
- Toothless (1997, ABC)
- Best Friends for Life (1998)
- National Lampoons' American Adventure (2000)
- Jane Doe: The Harder They Fall (2006, Hallmark)
- The Lying Game (2011, ABC)
- Supergirl (2015)

### Filmes lançados diretamente em vídeo
- Queen Esther (1992, voz)
- Betrayal of the Dove (1992)
- Nowhere In Sight (2000)

### Aparições menores
- Improv Tonite (1988, A&E, guest host)
- The Hidden Room (1991, USA Network)
- Dream On (1992)
- Seinfeld (1992, NBC)
- The Adventures of Batman & Robin (1992-1994)
- Caroline in the City (1997)
- Michael Hayes (1997-1998)
- Will & Grace (1999)
- Boston Public (2003)
- Law & Order: Special Victims Unit (2005)
- Grey's Anatomy (2005)
- The New Adventures of Old Christine (2006)
- Supernatural (2009)
- Smallville como Lara El (2007/2010)

### Discografia
- One of These Days (2003)
- Crossword (2005)